# رون هنری
رون هنری (به انگلیسی: Ron Henry) بازیکن فوتبال زادهٔ ۱۷ اوت ۱۹۳۴ اهل انگلستان بود که سابقهٔ بازی در تیم ملی فوتبال انگلستان را در کارنامهٔ خود دارد. وی در تاریخ ۲۷ فوریه ۱۹۶۳ تنها بازی ملی خود را در مقابل تیم ملی فوتبال فرانسه انجام داد.